# Tor2web
Tor2web è una rete di server proxy HTTP utilizzata per l'accesso ai contenuti dei Tor Hidden Services. Tale software è stato originariamente creato da Aaron Swartz e Virgil Griffith.

## Storia
Progettato nel 2008 da Aaron Swartz and Virgil Griffith, Tor2web fornisce accesso ai Tor hidden services da parte degli utenti internet attraverso l'uso di un comune browser web. Generalmente infatti gli Hidden services Tor sono accessibili solo tramite l'uso di un client Tor.
Tor2web è parte del progetto progetto GlobaLeaks, ed è mantenuto dal Centro Studi Hermes per la Trasparenza ed i Diritti Umani Digitali Archiviato il 1º settembre 2016 in Internet Archive..

## Funzionamento
Tor2web agisce come un server proxy fra l'utente e un Tor Hidden Service. L'utente deve semplicemente sostituire la sequenza .onion presente nell'URL dell'hidden service con la sequenza .onion.ps. Accedendo a tale url, Tor2web recupererà il contenuto dalla rete Tor e lo fornirà all'utente attraverso una connessione confidenziale di tipo Https.
L'anonimato dell'utente, garantito dalla rete Tor, non viene invece garantito nella rete Tor2web il cui scopo è banalmente quello di garantire che i contenuti della rete Tor siano accessibili tramite comune navigazione Web.
Come nel caso dei relay Tor, anche i proxy Tor2web vengono eseguiti da una rete di volontari.

## Casi d'uso
Tor2web viente utilizzato dal software GlobaLeaks al fine di garantire accesso web di tipo tradizionale ad iniziative di whistleblowing anonimo.